# Roman Sjtjurenko
Roman Anatolyovytj Sjtjurenko (ukrainska: Роман Анатолійович Щуренко), född den 14 september 1976 i Nikopol, Ukrainska SSR, Sovjetunionen, är en ukrainsk före detta friidrottare som tävlade i längdhopp.
Sjtjurenko deltog vid VM 1999 där han blev utslagen i kvalet. Vid Olympiska sommarspelen 2000 hoppade han 8,31 vilket överraskande räckte till en bronsmedalj. 
Han deltog även vid VM 2001 men blev då utslagen i kvalet. Vid EM 2002 slutade han fyra efter ett hopp på 7,96.

## Personliga rekord
- Längdhopp - 8,35 meter